# Phaenocarpa trisulcata
Phaenocarpa trisulcata är en stekelart som beskrevs av Stelfox 1950. Phaenocarpa trisulcata ingår i släktet Phaenocarpa och familjen bracksteklar. Inga underarter finns listade i Catalogue of Life.